# Tercera Guerra Mundial
El término «Tercera Guerra Mundial» es la denominación utilizada para aludir a un hipotético conflicto militar a gran escala posterior al final de la Primera Guerra Mundial en 1918 y a la Segunda Guerra Mundial en 1945. Se asume que esta guerra involucraría a la mayoría de las grandes potencias mundiales en un enfrentamiento a gran escala y  tendría consecuencias más catastróficas que las guerras mundiales anteriores debido al uso de armas de destrucción masiva, en especial a los posibles efectos globales de una guerra nuclear, superando a todos los conflictos anteriores en términos de alcance geográfico, devastación medioambiental y pérdidas de vidas.

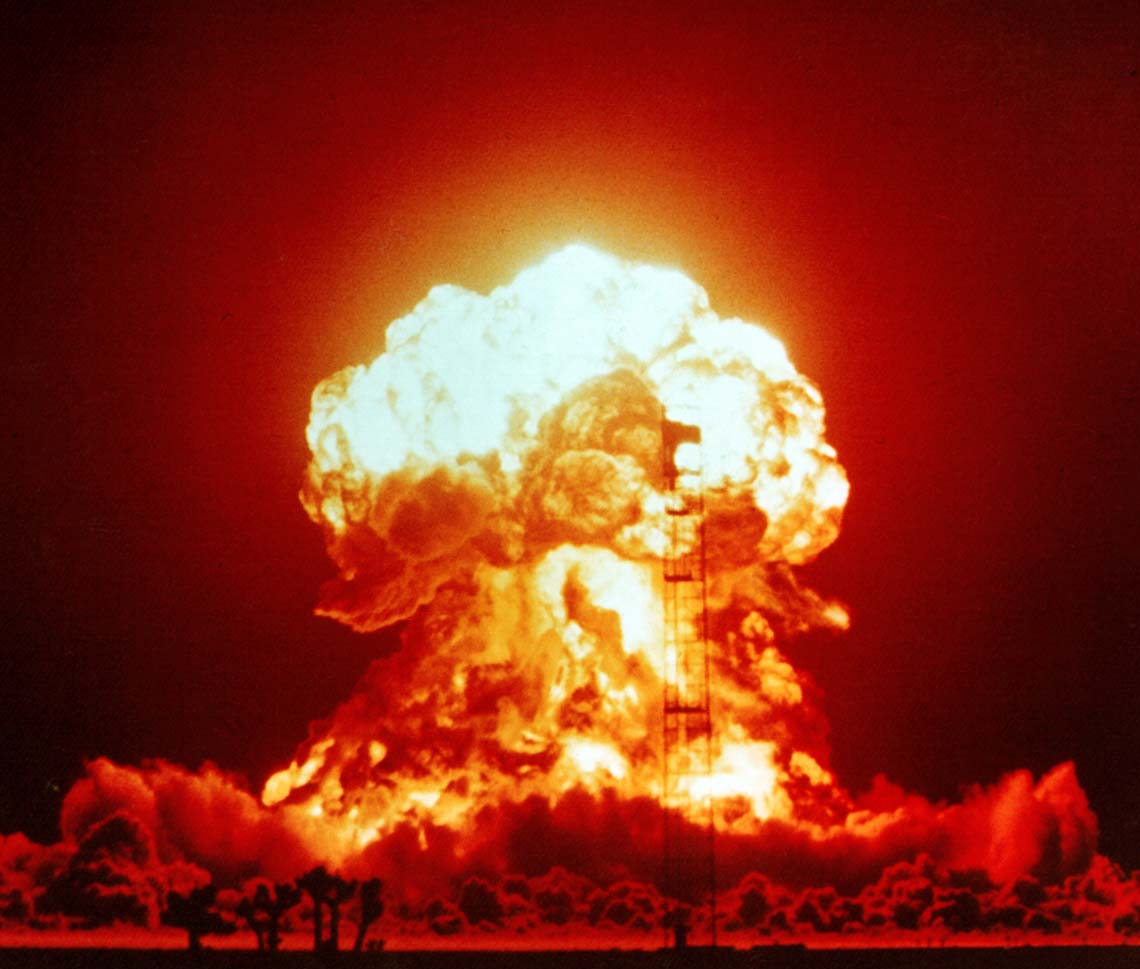
Una Tercera guerra mundial involucraria el uso de armas nucleares, lo cual provocaría el colapso de la civilización y posiblemente la extinción de la humanidad.

Los diversos conflictos militares globales que han ocurrido desde principios del siglo XXI, más recientemente la guerra civil siria desde 2011, la invasión rusa de Ucrania desde 2022 y la guerra entre Israel y Gaza desde 2023, junto con las recientes tensiones crecientes entre Estados Unidos y China, han sido percibidos como posibles focos de tensión o desencadenantes de una tercera guerra mundial.
Algunos autores asociaron en el pasado este término a conflictos como la Guerra Fría, la guerra de Corea, la crisis de los misiles en Cuba, la guerra contra el terrorismo y la guerra contra Estado Islámico. Desde entonces el concepto de una tercera guerra mundial se introdujo en la cultura popular difundido por medio de libros, películas, series de televisión y documentales y periódicos.

## Contexto

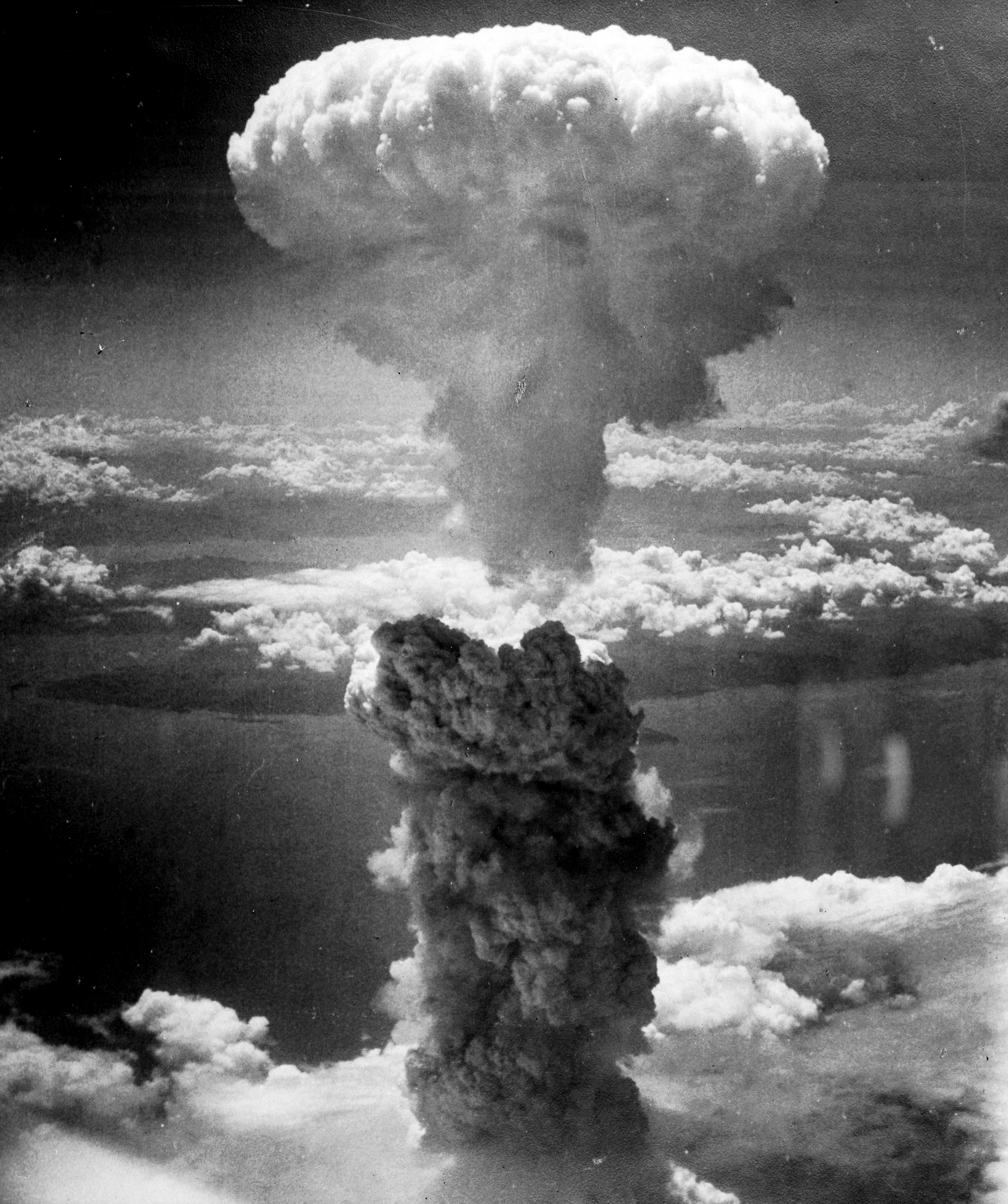
Una nube-hongo, de una imagen arquetípica de la Tercera Guerra Mundial. Esta foto es del bombardeo a Nagasaki al final de la Segunda Guerra Mundial.

Al término de la Segunda Guerra Mundial, el Comité Internacional de la Cruz Roja y la Oficina Internacional de Documentación Médico-Militar solicitaron la destrucción y prohibición de las armas de destrucción masiva, tres años después de que el Congreso Internacional de Microbiología de 1947 declarara su rechazo a las armas biológicas. Pese a los esfuerzos de estas instituciones, sumado a los de la Organización de las Naciones Unidas, ciertos países han mantenido hostilidades entre sí, lo cual ha derivado en el surgimiento de conflictos armados que han llevado a algunos autores y a la prensa a hablar de una hipotética «tercera guerra mundial».
A continuación se describen algunos de los conflictos armados más notables desde los años 1950, que han sido asociados con la posibilidad de nueva guerra mundial:

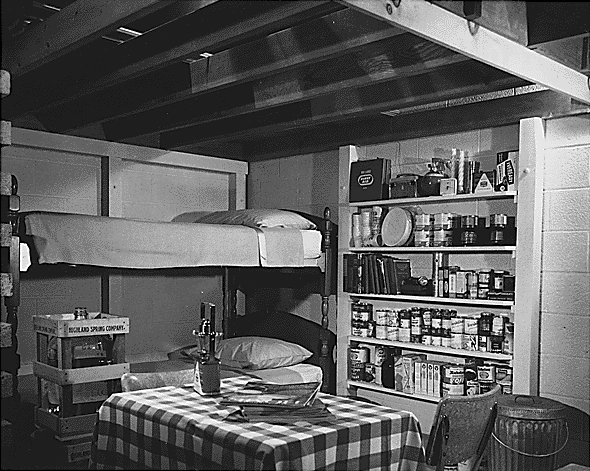
En caso de una guerra nuclear se han ideado y construido refugios antiatómicos durante la guerra fría y después.

- Guerra Fría (1947-1989): enfrentamiento político, económico, social y militar entre Estados Unidos y la Unión Soviética que sobrevino al término de la Segunda Guerra Mundial. Algunos escritores comenzaron a describirlo como tercera guerra mundial a mediados de la década de 1970.[5] De acuerdo al autor e historiador británico Brian Crozier: «por más de veinticinco años los países de la alianza occidental se han estado preparando contra la horrorosa posibilidad de una guerra nuclear con la Unión Soviética. Esta guerra, a la que los estrategas han llamado [...] la Tercera Guerra Mundial, nunca llegó, y quizá no lo haga. Mientras tanto, la verdadera Tercera Guerra Mundial, está siendo peleada debajo de nuestras narices, y pocos se han dado cuenta de lo que ocurría [...] es una guerra como ninguna otra, sin hostilidades armadas entre superpotencias o alianzas rivales, donde el combate ocurre principalmente en áreas periféricas, como Corea o Vietnam; una guerra unilateral de expansión y agresión de la Unión Soviética». Pese a lo anterior, en esa época había discrepancias en cuanto a si la Guerra Fría podía ser catalogada como una guerra mundial, pues obedecía a asuntos de «geopolítica y de balance del poder» en vez de ideologías.[13]
- Guerra de Corea (1950-1953): conflicto entre dos facciones en su afán por apoderarse de la península de Corea. Una facción comunista apoyada por China y la Unión Soviética, y la otra por la ONU y Estados Unidos. Se creyó que el conflicto escalaría a una gran guerra entre los tres países mencionados. En 1951 Bill Downs, corresponsal de guerra de CBS, reportó que «sí, [la guerra de] Corea es el comienzo de la III Guerra Mundial. Los brillantes aterrizajes en Incheon y los esfuerzos cooperativos de las fuerzas armadas estadounidenses con los aliados de las Naciones Unidas nos han dado una victoria en Corea. Pero es solo la primera batalla en una gran lucha internacional que ahora está involucrando al Lejano Oriente y al mundo entero».[14] Downs insistió en sus alusiones a una guerra mundial en ABC Evening News, mientras daba a conocer el incidente del USS Pueblo en 1968.[6]
- Guerra del Sinaí (1956): también conocida como la crisis de Suez, fue un conflicto militar entre la alianza conformada por Reino Unido, Francia e Israel contra Egipto ante la nacionalización del canal de Suez. De acuerdo al reporte de la embajada estadounidense: «era evidente que el gobierno británico habría tenido que lidiar con el terrible dilema de (A) retirarse de Egipto sin haber conseguido nada [...] y sin garantizar la libre operación del Canal o siquiera de mantener una posición para clarificarlo, o (B) renovar hostilidades en Egipto e invadir el Canal completo [...] y evitar el colapso económico de Europa en los siguientes meses. El riesgo en la mente del Gabinete Británico de aceptar la primera alternativa es que la pérdida de prestigio y la humillación habrían sido tan grandes que el gobierno debía renunciar, mientras que la segunda opción habría de conllevar el peligro de involucrar a los rusos y desatar una Tercera Guerra Mundial».[15]
- Crisis de los misiles en Cuba (1962): una confrontación de trece días ocasionada por el hallazgo de misiles nucleares soviéticos en Cuba. Este hecho es considerado como el que más cercano ha estado de un enfrentamiento nuclear, que a su vez habría derivado en la tercera guerra mundial. La crisis alcanzó su punto máximo el 27 de octubre, cuando un U-2 fue derribado en Cuba y el gobierno estadounidense comenzó los preparativos para un bombardeo sobre la isla. Ese mismo día, no obstante, el presidente John F. Kennedy rechazó una invasión en Cuba y abandonó los preparativos de bombardeo.[16] Para el historiador británico Niall Ferguson, «[esta crisis] mostró lo cerca que estaba la posibilidad de que llegara una Tercera Guerra Mundial para Estados Unidos y la Unión Soviética, a pesar del vasto incremento de su capacidad destructiva».[7]
- Guerra contra el terrorismo-Yihadismo (desde 2001): los ataques contra el World Trade Center y el Pentágono ese año supusieron el origen de una campaña militar estadounidense en Medio Oriente con el objetivo de erradicar el terrorismo. La prensa hizo comparativas entre estos atentados y el ataque sorpresivo a la base aérea de Pearl Harbor en 1941, con el cual Estados Unidos se involucró en la Segunda Guerra Mundial.[8] Desde entonces el conflicto ha sido catalogado como la tercera guerra mundial, aunque hay fuentes que lo refieren como la cuarta guerra mundial al considerar a la Guerra Fría como la tercera gran guerra.[17]

## Difusión en la cultura popular
Tercera Guerra Mundial es un concepto que ha sido difundido en la cultura popular desde los años 1940, a través de libros, películas y programas televisivos que comúnmente la relacionan con una guerra nuclear. En 1951 la revista Collier's, editada en Estados Unidos, publicó un ejemplar completo que detallaba la cronología ficticia de la nueva guerra mundial, bajo el título «Preview of the War We Do Not Want» («Vistazo de la guerra que no queremos»). De acuerdo a la publicación, la guerra habría de comenzar cuando el Ejército Rojo invadía Yugoslavia, un hecho al cual Estados Unidos reacciona con una campaña de bombardeos sobre distintos puntos de la Unión Soviética durante tres meses. Al final, los soviéticos atacan Nueva York, Washington D. C., Filadelfia y Detroit.
La ciencia ficción de los años 1950 se caracterizó por que hablaba de la invasión de la Tierra por alienígenas, y el temor de la población a las armas atómicas. Algunas obras de este género son The Day the Earth Stood Still (1951), en donde un platillo volador aterriza en Washington para pedirle a la humanidad que viva en paz o de lo contrario habría de ser destruida; La guerra de los mundos (1953) en donde se aprecia una escena en donde todos los países del mundo se unen para hacer frente a los invasores marcianos; The World, the Flesh and the Devil (1959), en donde un hombre, una mujer y un fanático (el demonio) recorren Nueva York después de su devastación por una guerra nuclear; La hora final (1959), basada en la novela On the Beach de Nevil Shute, cuya trama aborda las vivencias de un grupo de ciudadanos de Australia mientras afrontan los efectos radiactivos de una guerra nuclear suscitada en el hemisferio norte; y las novelas Niourk (1957) de Stefan Wul y Alas, Babylon (1959) que describen a Nueva York tras la Tercera Guerra Mundial, y los efectos de una guerra nuclear en un pequeño pueblo de Florida, respectivamente.
Bob Dylan compuso el tema «Talkin’ World War III Blues», incluido en el álbum The Freewheelin' Bob Dylan (1963), sobre un personaje que le explica a un doctor sobre un sueño que tuvo en donde visualizó la Tercera Guerra Mundial, evocando «la paranoía de la Guerra Fría en la que el mundo llega a su fin, y lleva a creer erróneamente al protagonista que él podrá sobrevivir de alguna manera [al conflicto bélico]». De igual forma, las películas Dr. Strangelove or: How I Learned to Stop Worrying and Love the Bomb, Punto límite y Siete días de mayo, todas ellas estrenadas en 1964, exponen la amenaza de una guerra nuclear.
También los efectos de una tercera guerra mundial han sido representados en dibujos animados. La serie animada Adventure Time (2010) ocurre después de la conocida como Guerra de los champiñones, refiriéndose a una guerra nuclear, y en la serie UnderWorld (2017), relata la vida antes, durante y después del Armagedón nuclear, en referencia a una guerra nuclear que estalla el 25 de agosto de 2003.[cita requerida]
La Tercera Guerra Mundial es también un tema recurrente en videojuegos:[cita requerida]
- En Call of Duty: Modern Warfare 2, el conflicto empieza después de que un grupo terrorista ruso, haciéndose pasar por estadounidenses, ataque un aeropuerto en Rusia, lo que provoca una respuesta inmediata de Rusia, que envía tropas a Estados Unidos.
- En Battlefield 4, principalmente en el DLC Final Stand, dicho conflicto entre Estados Unidos, Rusia y China estaban en su etapa final en 2020, y como resultado, Rusia crea una coalición sucesora de la extinta Unión Soviética, llamada Coalición Pan-Asiática. Dicha facción se le puede ver también en Battlefield 2142.
- En Freedom Fighters, cuenta una historia alternativa cuando la Unión Soviética usó una bomba atómica contra Berlín al final de la Segunda Guerra Mundial. A pesar de ello, y como consecuencia de lo que pasó hace muchos años, la Unión Soviética prepara una invasión a Nueva York, para así tener el control total de todo el mundo.

## Impacto
El temor de la sociedad estadounidense al estallido de una Tercera Guerra Mundial surgió por el desarrollo de armas nucleares en la Unión Soviética, la guerra civil china en 1949 y el comienzo de la guerra de Corea en 1950. Por esta razón el poeta W. H. Auden catalogó esta época como la «era de la ansiedad». En 1954 el entonces director de la Administración Federal de Defensa Civil sugirió una nueva estrategia de defensa nacional con base en las «vulnerabilidades emocionales existentes en la infraestructura de protección civil» al considerar que la sociedad estadounidense era «propensa a la histeria». Entre 1955 y 1959 la Administración llevó a cabo simulaciones anuales de bombardeo en 60 ciudades de Estados Unidos con el propósito de «mejorar el entrenamiento de protección civil al mismo tiempo que se evalúan los planes operativos locales para [medir] la preparación, supervivencia y recuperación frente a un ataque». El historiador Guy Oakes describió estos ejercicios militares como «ensayos anuales para la Tercera Guerra Mundial».
De acuerdo a Elisabeth Lasch-Quinn y Elizabeth Fox-Genovese, en su libro Reconstructing History: The Emergence of a New Historical Society:

El siglo XX cambió la tradicional aceptación occidental de que las guerras sirven para preservar a la familia, el hogar y la cultura. La idea clásica de que una paz prolongada a cualquier costo creaba decadencia, afeminación y una ciudadanía más comercial que espiritual no podía sobrevivir a la terrible realidad de los campos de muerte de Somme y Verdún. Sin embargo, entre la antigüedad clásica y la presente era se encuentran las trincheras de la Primera Guerra Mundial, el bombardeo de la Segunda Guerra Mundial, los campos de exterminio, y la amenaza apocalíptica de la Tercera Guerra Mundial.

En una comparativa entre las políticas internacionales de la era moderna y la de los años 1930, el historiador Harold James consideró que varios conflictos armados contemporáneos han sido a causa de la globalización. En su opinión: «los partidos que están en el centro político están a favor de la apertura, el comercio y la migración [como ocurría en la década de 1930, antes del desarrollo de la Segunda Guerra Mundial] pero son exprimidos tanto por la derecha como por la izquierda», por lo que «[una guerra mundial] es absolutamente una seria amenaza».
Otros autores y/o académicos que han hecho alusión a la guerra mundial son Monty G. Marshall, el economista Elido Fazi y Rafael Navarro-Valls.

## Uso extensivo del término

### Guerra Fría
En 2004, el comentarista neoconservador Norman Podhoretz propuso que la «Guerra Fría» podría llamarse con justicia la Tercera Guerra Mundial. En 2011, en Kudlow and Company de CNBC, el presentador Lawrence Kudlow, discutiendo un libro del exsubsecretario de Defensa Jed Babbin, estuvo de acuerdo con Podhoretz y agregó: «La IV Guerra Mundial es la guerra del terror, y la guerra con China será la V Guerra Mundial».

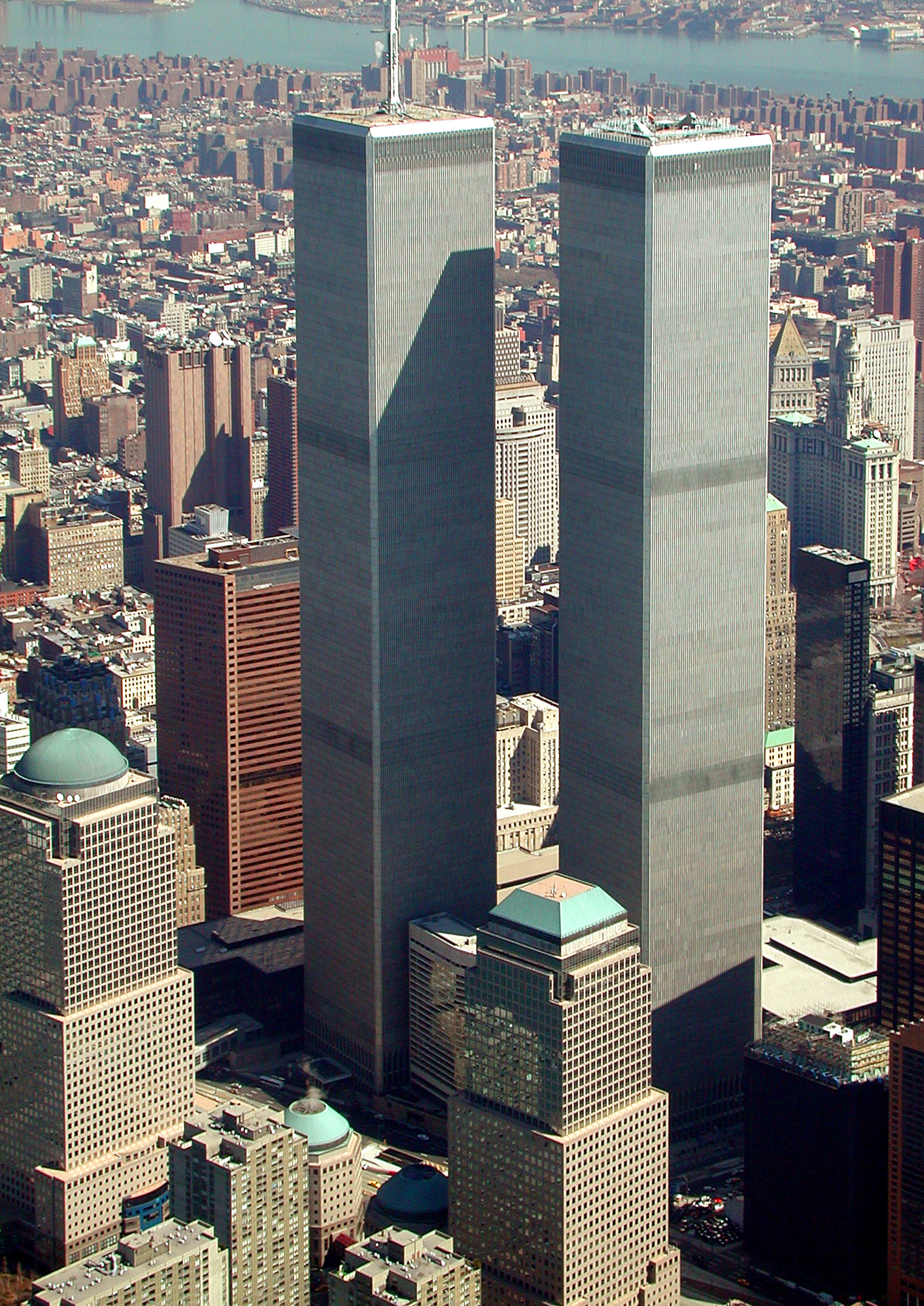
Vista aérea del World Trade Center, Ciudad de Nueva York (marzo de 2001)

Aun así, la mayoría de los historiadores parecen sostener que la Tercera Guerra Mundial tendría que ser necesariamente una «guerra mundial en la que luchen grandes fuerzas de muchos países» y una guerra que «involucra a la mayoría de las principales naciones del mundo». En su libro Armas secretas de la Guerra Fría, Bill Yenne explica que el enfrentamiento militar que ocurrió entre las dos «superpotencias», a saber, los Estados Unidos y la Unión Soviética, desde la década de 1940 hasta 1991, fue solo la Guerra Fría, que finalmente ayudó a la humanidad para evitar la posibilidad de una confrontación nuclear total, y que ciertamente no fue la Tercera Guerra Mundial en sí misma.

### Guerra contra el terrorismo
La denominada «Guerra contra el terrorismo» que comenzó con los ataques del 11 de septiembre, ha sido propuesta por algunos como la Tercera Guerra Mundial o, a veces, como la IV Guerra Mundial, mientras que otros han menospreciado tales afirmaciones. Si bien existe un acuerdo general entre los historiadores sobre las definiciones y el alcance de las dos primeras guerras mundiales, debido a la inconfundible escala mundial de agresión y autodestrucción de estas dos guerras, algunos han afirmado que en la actualidad una «guerra mundial» podría no requerir de tal nivel de agresión y carnicería a nivel mundial. Sin embargo, tales afirmaciones de un nuevo «umbral inferior de agresión» que ahora podría ser suficiente para calificar una guerra como una «Guerra Mundial» no han obtenido tanta aceptación y apoyo como las definiciones de las dos primeras Guerras Mundiales han recibido entre los historiadores.
En una entrevista de 2006, el presidente George W. Bush se refirió a su declarada Guerra contra el terrorismo como la «Tercera guerra mundial».

### Guerra contra Estado Islámico
El 1 de febrero de 2015, el primer ministro iraquí declaró que la Guerra contra Estado Islámico era efectivamente la «Tercera Guerra Mundial», debido a la declaración de ISIS de un Califato mundial, su objetivo de conquistar el mundo y su éxito en la difusión del conflicto a múltiples países fuera de la región del Levante Mediterráneo.
En respuesta a los ataques de París en noviembre de 2015, el rey Abdalá II de Jordania dijo: «Estamos enfrentando una Tercera Guerra Mundial».
En su discurso del 12 de enero de 2016, el presidente de los Estados Unidos Barack Obama, advirtió que los informes noticiosos que otorgan al ISIS la supuesta capacidad para fomentar la Tercera Guerra Mundial podrían ser excesivos e irresponsables, afirmando que: «Al centrarnos en destruir a ISIS, los principales reclamos de que esto es la Tercera Guerra Mundial solo juegan en sus manos. Las masas de combatientes en las partes traseras de camionetas y las almas retorcidas que traman en apartamentos o garajes, representan un enorme peligro para los civiles y deben ser detenidos. Pero no amenazan nuestra existencia nacional».

### Múltiples guerras simultáneas en la década de 2020 como una «tercera guerra»
En múltiples entrevistas grabadas bajo circunstancias algo casuales, comparando las conflagraciones de las dos guerras mundiales con las guerras en curso de baja intensidad del siglo XXI, el papa Francisco ha dicho: «El mundo está en guerra, porque ha perdido la paz» y «quizás uno puede hablar de una tercera guerra, una luchada poco a poco». Igualmente el papa León XIV, en su reflexión del 11 de mayo de 2025, tras el rezo del Regina Coeli manifestó que «En el dramático escenario actual de una tercera guerra mundial en vilo, como ha afirmado repetidamente el Papa Francisco, yo también me dirijo a los grandes del mundo, repitiendo el llamamiento siempre actual: "Nunca más la guerra!"». Durante la década de 2020, el aumento de las guerras en el mundo ha hecho aumentar los temores por una escalada mundial, en especial por la alineación de los actores en la guerra de Ucrania, en la guerra de Gaza, la guerra civil en Yemen, la guerra civil siria, la guerra civil sudanesa, la guerra civil birmana, la crisis de Níger, la crisis de Venezuela y la crisis de Haití. A lo anterior, se suma en los últimos años un aumento considerable de las tensiones entre Corea del Norte y Corea del Sur, Venezuela y Guyana, Irán e Israel, India y Pakistán y entre China y Taiwán.

## Conflictos actuales

### Invasión rusa de Ucrania de 2022
El 24 de febrero de 2022, el presidente de Rusia Vladímir Putin ordenó una invasión a gran escala de Ucrania, lo que marcó una gran escalada de la Guerra Ruso-Ucraniana que comenzó en 2014. La invasión ha sido descrita como el mayor conflicto militar y la mayor crisis de refugiados en Europa desde la Segunda Guerra Mundial.
Alrededor de las 06:00 MSK (UTC+3) del 24 de febrero, Putin anunció una «operación militar especial» en el territorio de Donetsk y Lugansk; los misiles comenzaron a impactar en lugares de Ucrania, incluida la capital, Kiev. El Servicio Fronterizo de Ucrania dijo que fueron atacados sus puestos fronterizos con Rusia y Bielorrusia. Dos horas más tarde, las fuerzas terrestres rusas entraron en el país. El presidente de Ucrania, Volodímir Zelenski, respondió con la promulgación de la ley marcial, el cierre de los lazos diplomáticos con Rusia y la orden de movilización general, para lo cual prohibió la salida del país de los hombres entre 18 y 60 años. La invasión recibió una condena internacional generalizada (con excepción de algunos países, entre ellos China, India y Brasil), incluidas nuevas sanciones impuestas a Rusia, que incluyeron en particular la prohibición de SWIFT por parte de Rusia y el cierre de todos los espacios aéreos occidentales a los aviones rusos. Además, tanto antes como durante la invasión, algunos de los 30 Estados miembros de la OTAN han estado proporcionando a Ucrania armas y otro apoyo material.
El 27 de febrero, el presidente Putin, que ya había amenazado con el arsenal nuclear de su país antes del inicio de la invasión, ordenó a las fuerzas de disuasión nuclear rusas estar en alerta máxima, en medio de las tensiones con la OTAN sobre Ucrania. Estados Unidos, buscando una desescalada, decidió no aumentar su sistema de alerta nuclear, al día siguiente, el presidente de los Estados Unidos Joe Biden declaró que «los estadounidenses no deberían preocuparse por una guerra nuclear». El 2 de marzo, el ministro de Asuntos Exteriores de Rusia, Serguéi Lavrov, dijo que «si tuviera lugar la Tercera Guerra Mundial, involucraría armas nucleares y sería destructiva». El 5 de marzo, Putin describió la decisión de Occidente de imponer sanciones sin precedentes contra su régimen como «similar a declarar la guerra». El 11 de marzo, Biden proclamó que mientras Estados Unidos, como parte de la OTAN, «defendería cada centímetro del territorio de la OTAN con (su) pleno poder», la OTAN no «libraría una guerra contra Rusia en Ucrania», como tal, «el conflicto directo entre la OTAN y Rusia es la Tercera Guerra Mundial, algo que debemos esforzarnos por evitar».

### Guerra de Gaza
El 7 de octubre de 2023, mientras los israelíes festejaban la fiesta de Sucot, cuando grupos armados de militantes palestinos, principalmente de Hamás y la Yihad Islámica Palestina lanzaron un gran ataque contra Israel desde la Franja de Gaza con una andanada de cohetes y un ataque de comandos en camiones, motocicletas y parapentes motorizados. El ataque tomó a Israel por sorpresa, pese a ocurrir en el 50.º aniversario de la guerra de Yom Kippur, y respondería poco después con una represalia denominada «Operación Espadas de Hierro», que incluiría bombardeos e incursiones militares contra Gaza.
Los militantes armados de Hamás capturaron un gran número de rehenes tras sucesivas razias en el sur de Israel, lo que llevó al Gobierno de Israel a declarar el estado de guerra por primera vez desde 1973. Los ataques con cohetes fueron acompañados por infiltraciones de militantes en varios kibutz que rodean Gaza y en la ciudad israelí de Sederot. Según Human Rights Watch, el ataque deliberado contra civiles, los ataques indiscriminados y la toma de civiles como rehenes perpetrados por Hamás constituyen crímenes de guerra según el derecho internacional humanitario.
Como resultado del ataque de Hamás en comunidades cercanas a la Franja de Gaza y de las bases de las FDI murieron centenares de personas, mientras otras tantas fueron tomadas cautivas. Al menos 1000 personas entre hombres, mujeres, niños y bebés murieron el primer día del ataque, incluidos unos 85 ciudadanos de otros países, y unas 1500 resultaron heridas. Cerca del kibutz Reim, unos 50 milicianos provenientes de Gaza con uniforme militar mataron a 364 personas en el festival de música Supernova.
El impacto en vidas humanas es el más alto desde que se tiene registro de conflictos entre Gaza e Israel, generando un número de muertos y heridos nunca antes visto en enfrentamientos previos. Los bombardeos que Israel ha lanzado en respuesta desde ese día sobre la Franja de Gaza han provocado la muerte de, al menos 25 700 personas, la gran mayoría civiles, entre ellos 10 000 niños y 7000 mujeres, a los que se suman más de 63 740 heridos (incluidos 8663 niños y 6327 mujeres) y más de 8000 desaparecidos, lo que elevaría la cifra de fallecidos aún más entre ellos 4400 mujeres y niños, siendo las mujeres y los niños las principales víctimas de los ataques israelíes. Algunas de las acciones militares de Israel en territorio palestino han sido blanco de críticas de parte de la comunidad internacional por constituir violaciones al derecho internacional humanitario calificables como crímenes de guerra, entre las que se cuentan el empleo contra población civil de armamento prohibido por tratados internacionales, incluido el uso de munición de fósforo blanco, el asesinato de miembros del personal civil de organismos internacionales que cumplían funciones humanitarias, el «cerco total» y corte de suministros a la población civil como «castigo colectivo» y la orden de evacuación de civiles bajo amenaza de un ataque inminente, sin que existan lugares seguros donde ir ni una forma segura de llegar. Todo esto ha provocado el desplazamiento forzado de 1,9 millones de gazatíes, más del 85 % de la población, (incluidos 893 000 niños) siendo el mayor desplazamiento sufrido en su historia reciente, y al que la Organización de las Naciones Unidas ya ha catalogado como un crimen de guerra y contra la humanidad.
El 28 de octubre, las Fuerzas de Defensa de Israel (FDI) comunicaron que estaban ampliando sus operaciones terrestres, enviando tanques e infantería respaldados por ataques masivos desde el aire y el mar contra la Franja. Los habitantes de Gaza han perdido intermitentemente el acceso a servicios telefónicos e internet y se encuentran frecuentemente incomunicados, y las agencias de ayuda advierten sobre una catástrofe humanitaria en desarrollo. Tras una pausa de siete días en la que se intercambiaron rehenes israelíes por presos palestinos y se permitió la entrada restringida de ayuda humanitaria a la Franja de Gaza, las hostilidades se reanudaron el 1 de diciembre.

### Conflicto entre Irán e Israel (2024)
El 1 de abril un misil israelí destruyó el edificio anexo del consulado adyacente a la embajada iraní en Damasco, matando a dieciséis personas, incluido un alto comandante de la Fuerza Quds de los Cuerpos de la Guardia Revolucionaria Islámica (CGRI), el general de brigada Mohammad Reza Zahedi y otros siete oficiales. Ante dicho ataque Irán amenazó con «una dura respuesta».
El 13 de abril por la noche Irán lanzó cientos de vehículos aéreos no tripulados y misiles balísticos desde su territorio hacia Israel. El ataque hizo sonar las sirenas de ataque aéreo en ciudades de todo el país, incluidas Tel Aviv y Jerusalén, y se escucharon explosiones cuando las defensas aéreas interceptaron los proyectiles. El portavoz de las FDI, Daniel Hagari, afirmó que el ataque consistió en más de 300 «drones asesinos, misiles balísticos y misiles de crucero», pero que la «vasta mayoría» fueron interceptados, con ayuda de fuerzas de Francia, el Reino Unido y Estados Unidos —Según Al-Arabiya, militares estadounidenses y británicos derribaron alrededor de 100 drones iraníes—. Las autoridades israelíes informaron que una niña en el sur de Israel resultó herida por metralla, mientras que el ejército dijo que «se identificó un pequeño número de impactos, incluso en una base [militar israelí] en el sur de Israel, donde se causaron daños menores a la infraestructura». Mientras que Irán aseguró que la mayoría de los objetivos fueron alcanzados y que la base aérea de Nevatim y la base de inteligencia en los Altos del Golán sufrieron daños importantes.

## Opiniones y recepción
En 1949, después del desencadenamiento del armamento nuclear al final de la Segunda Guerra Mundial, el físico Albert Einstein sugirió que cualquier resultado de una posible Tercera Guerra Mundial sería tan grave como para devolver a la humanidad a la Edad de Piedra. Cuando el periodista Alfred Werner le preguntó con qué tipos de armas creía que se podría combatir en la Tercera Guerra Mundial, Einstein respondió:

No sé con qué armas se combatirá la Tercera Guerra Mundial, pero la Cuarta se peleará con palos y piedras.